# Nguyễn Tấn (tướng nhà Đinh)
Nguyễn Tấn (942 - 1024) là một danh tướng nhà Đinh, có công đánh dẹp sứ quân Kiều Công Hãn và lập ra làng An Lá ở Nam Định.

## Xuất thân
Theo thần phả và truyền thuyết ở địa phương thì Nguyễn Tấn là đời thứ 5 sống trên mảnh đất này. Ông tổ quê chính ở xã Hoàng Lão, huyện Thiên Bản (Vụ Bản) đã đi về sinh sống ở quê ngoại là trại An Lá. Bố ông là cụ Nguyễn Tần, mẹ là cụ Mai Thị Xảo.
Nguyễn Tấn sinh ngày 10 tháng 3 năm Nhâm Dần (942) tại trại Âu Hóa nay là xã Nghĩa An huyện Nam Trực tỉnh Nam Định. Thuở nhỏ ông đã có tư chất thông minh, lại chăm chỉ luyện tập võ nghệ. Năm 966, đất nước xảy ra loạn 12 sứ quân, Nguyễn Tấn đứng ra chiêu mộ được vài trăm trai tráng, thường xuyên luyện tập võ nghệ, đóng quân ngay tại quê hương. Nhờ có đội quân này mà cả một vùng dân cư được yên ổn làm ăn.
An Lá xưa vốn là vùng đất hoang hóa thuộc huyện Thuận Vi, người dân ở trại Âu Hóa (nay là vùng Xích Thổ huyện Nho Quan tỉnh Ninh Bình) về đây lập ấp nên cũng đặt tên là trại Âu Hóa. Tương truyền, khi tướng Nguyễn Tấn và Nguyễn Bặc họp quân ăn mừng, quân lính đông, phải ăn bằng lá thay bát nên nhân dân còn gọi là “trại Ăn Lá”, sau đọc chệch thành “trại An Lá”.

## Phò nhà Đinh
Ngày 10 tháng 12 năm Đinh Mão (967), sứ quân Kiều Công Hãn bại trận từ Phong Châu (Vĩnh Phúc), bị Nguyễn Bặc đuổi qua vùng Âu Hóa thì Nguyễn Tấn đem quân ra đánh. Phần vì mỏi mệt, đói khát, Kiều Công Hãn đuối thế, bị Nguyễn Tấn chém vào cổ, bỏ chạy đến làng Din thì chết. Quân Nguyễn Bặc đuổi đến nơi, Nguyễn Tấn tưởng giặc nên dàn quân ra đánh. Khi Nguyễn Bặc đem lời dụ, Nguyễn Tấn mới biết đó là tướng của Đinh Bộ Lĩnh, liền hạ cờ quy phục. Hai bên hợp quân, mổ trâu, bò ăn mừng. Từ đây, Nguyễn Tấn hết lòng giúp sức cho Đinh Bộ Lĩnh dẹp loạn 12 sứ quân, thống nhất đất nước.
Đất nước thanh bình, Nguyễn Tấn xin phép triều đình về quê sinh sống. Ông chiêu tập nhân dân ở nhiều nơi về đây sinh cơ lập nghiệp, khuyến khích khai phá thêm ruộng đồng, đào sông đắp đường, làm cầu, mở chợ… Ông còn xây dựng một đội quân tinh nhuệ, ngày ngày luyện tập võ nghệ. Từ đó đời sống cư dân trong vùng ngày một an bình thịnh vượng. Hiện nay vẫn còn nhiều dấu tích gắn với thời kỳ hoạt động của ông như: cồn Đôi, cồn Luyện, xóm Trung Quân, xóm Hổ Lửa… Năm Kỷ Mão (979), Nguyễn Tấn nghe tin vua Đinh Tiên Hoàng bị giết hại, ông tập hợp lực lượng, xây thành đắp lũy, sẵn sàng đối phó với biến động. Nhưng do tuổi già sức yếu, lại thêm bệnh nặng nên một thời gian sau ông qua đời vào tuổi 82. Nhân dân trong vùng vô cùng thương tiếc, đã xây dựng ngôi đền thờ phụng ông ở phía bắc của trại quân, cách mộ ông khoảng 100m, tục gọi là đền thờ Đức Thánh Cả.

## Đền An Lá
Đền An Lá là nơi thờ tướng nhà Đinh Nguyễn Tấn trên vùng đất do ông gây dựng lên. Vì là thành hoàng làng nên nơi thờ ông còn gọi là Đền Cả tọa lạc trên mảnh đất rộng hơn 3.000m2, thuộc thôn An Lá, xã Nghĩa An, huyện Nam Trực, cách thành phố Nam Định khoảng 4 km về phía Nam. Đền An Lá được xây dựng ngay sau khi Nguyễn Tấn qua đời. Ban đầu di tích chỉ là một ngôi miếu nhỏ, đến thời Hậu Lê được mở rộng như ngày nay. Lễ hội Đền An Lá, là một trong những lễ hội lớn của huyện Nam Trực. Lễ hội diễn ra trong 3 ngày từ mùng 9 đến ngày 11 tháng 3 âm lịch hàng năm.